# Alluaudomyia polyommata
Alluaudomyia polyommata är en tvåvingeart som beskrevs av John William Scott Macfie 1947. Alluaudomyia polyommata ingår i släktet Alluaudomyia och familjen svidknott. Inga underarter finns listade i Catalogue of Life.